# North Bend (Nebraska)
Pour les articles homonymes, voir North Bend.
North Bend est une ville des États-Unis située dans le comté de Dodge dans l'État du Nebraska. Au recensement de 2010, sa population était de 1 177 habitants.

## Source de la traduction
- (en) Cet article est partiellement ou en totalité issu de l’article de Wikipédia en anglais intitulé « North Bend, Nebraska » (voir la liste des auteurs).